# Toccolus minimus
Toccolus minimus is een hooiwagen uit de familie Epedanidae.